# 샤울랴이주

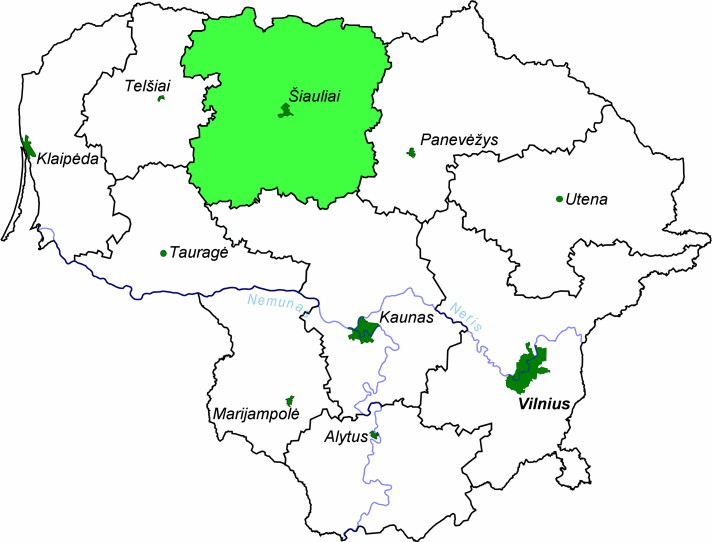
샤울랴이 주의 위치

샤울랴이주(리투아니아어: Šiaulių apskritis)는 리투아니아 북부에 위치한 주로 주도는 샤울랴이이며 면적은 8,540km2, 인구는 349,876명(2008년 기준), 인구 밀도는 41명/km2, ISO 3166-2 코드는 LT-SA이다. 7개 지방 자치체(아크메네구, 요니슈키스구, 켈메구, 파크루오이스구, 라드빌리슈키스구, 샤울랴이시, 샤울랴이구)를 관할한다.

주기
주 문장